# Casa de Gomar
La Casa de Gomar formó parte de la nobleza española, tenía su sede en Lérida

## Historia
De la familia Gomar de Lérida hay datos que se remontan al Siglo XVII, siendo Luis de Gomar (fallecido en Lérida en 1641) padre de Teófilo de Gomar, casado con Verónica Espigol.

## Heredero
Su hijo Joseph de Gomar Espigol (fallecido en 1678) fue doncel y Ciudadano Honrado de Lérida, asesor de la Diputación de la Generalidad de Cataluña, Consejero Real, Oidor de Cuentas del Brazo Real de la Generalidad de Cataluña. En 1659 se casó con Ana María de Vilaplana Berenguer de la Torre.

## Sucesores
Continúan el linaje sus hijos, José e Ignacio de Gomar Vilaplana (Lérida, 17 de octubre de 1665 – 1736), este último fue Paer en Cap de Lérida, y Regidor de la ciudad. Caballero en virtud de privilegio otorgado por el Rey Carlos II el 20 de febrero de 1697, y de noble el 10 de enero de 1699. Casado en primeras nupcias con Ignacia de Bouffard, y una vez viudo, en segundas nupcias con Dionisia Llopis Peiró en 1698. De sus dos hijos, le sucedió Jaime de Gomar Llopis (Lérida 6 de diciembre de 1699 – 1758) que ostentó los cargos de Procurador General de Lérida, y Regidor Decano. 
En 1734 contrajo matrimonio con Eulalia de Dalmases Vilana, hija de Pablo Ignacio de Dalmases y Ros y María de Vilana de Cordelles Giudice, marqueses de Vilallonga.
De este matrimonio nacen:
- Antonio de Gomar Dalmases, regidor de la ciudad de Lérida, casado con María Querol Pocurull y fallecido en 1828;
- Gaspar de Gomar Dalmases, sacerdote;
- Luis de Gomar Dalmases, canónigo de la catedral de Barcelona;
- Jaime de Gomar Dalmases (Lérida, 25 de julio de 1735 – 27 de septiembre de 1801), regidor de número de la ciudad de Lérida. Este último se casó con Estefanía de Queraltó Montserrat en 1760. Le sucedió su hijo Ignacio.

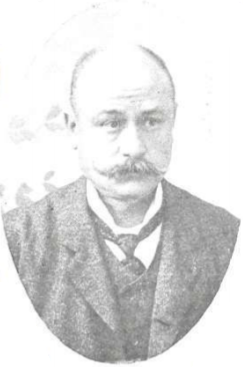
Mariano Gomar de las Infantas

## Otros
Ignacio de Gomar Queraltó (Lérida, 4 de febrero de 1763 – 1841), regidor de Lérida. En 1794 se casó con Antonia de Kessel y Blamont Maranyosa, baronesa de La Granadella, Bellaguarda, y Bovera (Lérida), y señora de Granyena de les Garrigues. 
Fueron padres de:
- Ramona de Gomar Kessel (Lérida, 1797 – 1854), casada con Magí Germá;
- Joaquim de Gomar Kessel (Lérida, 1803 – 1857), alcalde de Lérida entre 1846 y 1847, casado con Escolástica Morte Aperteguía;
- Mª Antonia de Gomar Kessel (Lérida, 1807 – 1843), casada con Pius Barber Canal;
- Domingo de Gomar Kessel (Lérida, 1810 – 1889), regidor, casado con Mª Antonia Bufalá Senespleda;
- José Oriol de Gomar Kessel (Lérida, 1815 – 1877), abogado, casado con Eulalia de las Infantas March, hija de Antonio de las Infantas Millars y Micaela March Bassols, marqueses de Vilana. Uno de sus hijos fue Mariano Gomar de las Infantas, miembro del Partido Integrista y senador en 1907. Sigue la línea su hermana Luisa Gomar de las Infantas, casada con Máximo Josa Alzamora,[3] médico natural de Fraga. Máximo falleció contagiado de cólera en 1885.

## Fin de la casa
Hijo de Luisa Gomar de las Infantas y Máximo Josa Alzamora fue Luis Josa de Gomar, militar y miembro de la Confederación Española de Derechas Autónomas durante la Segunda República Española. Fue presidente de la Diputación Provincial de Lérida. Estaba casado con Rosario Gallifa Soler, hija del industrial de Manresa, y propietario de la masía Can Gallifa, Magí Gallifa Gomis. Rosario falleció por complicaciones en el parto de su única hija en 1911, y Luis asesinado en 1937.